# Новое Рожново
Новое Рожново — деревня в Вяземском районе Смоленской области России. Входит в состав Степаниковского сельского поселения. Население — 14 жителей (2007 год).
Расположена в восточной части области в 10 км к юго-востоку от Вязьмы, в 8 км восточнее автодороги Р132 Вязьма — Калуга — Тула — Рязань, на берегу реки Песочни. В 4 км юго-западнее деревни расположена железнодорожная станция О.п. 9-й км на линии Вязьма — Занозная.

## История
В годы Великой Отечественной войны деревня была оккупирована гитлеровскими войсками в октябре 1941 года, освобождена в марте 1943 года.